# Будинок із привидами (мультфільм, 1929)
«Будинок з привидами» (англ. The Haunted House) — п'ятнадцятий мультфільм з участю Міккі Мауса від Уолта Діснея, знятий у стилі фільмів жахів. Чорно-білий фільм. Премьєра у США — 2 грудня 1929 року.

## Сюжет
Ввечері на вулиці починається жахлива буря. У Міккі вітер здува парасольку, і він змушений шукати, де пепреночувати. Він здалеку побачив дім і вирішив постукати. Дверь відчиняється і сама зачиняється. Далі на Міккі нападають скелети. В одній кімнаті на нього чекає Смерть, хапає Міккі і змушує грати на органі, під час того, як він і скелети танцюють. Нарешті Міккі зупиняє свій погляд на відчиненому вікні і вистрибує з дому. Але і там його чекають скелети. Проте Міккі усе ж таки тікає геть з будинку з привидами.

## Нагороди
Міккі Маус отримав зорю на алеї слави в Голлівуді.